# Il dottor Crippen è vivo!
Il dottor Crippen è vivo! (Dr. Crippen lebt) è un film del 1958 diretto da Erich Engels.